# ویژوالایزر
ویژوالایزر، گونه‌ای دستگاه نمایش تصویر است که مانند سه دستگاه اورهد، اسلاید و اوپک کار می‌کند.
بخش اصلی آننموو دوربین دیجیتال است که تصویری از صفحه زیر آن بر می‌دارد. با وصل کردن این دستگاه به دستگاه نمایش می‌توان تصویر را بر روی پرده یا دیوار انداخت تا جمع بزرگی بتوانند ان را ببینند.  ویژوالایزر مجهز به تراشه ASIC می‌باشد که نمایش تصاویر با کیفیت بالا و بدون لرزش را فراهم می‌سازد.
از این دستگاه برای نمایش عکس، مطالب و نوشتار، اسلاید، فیلم نگاتیو، تصاویر رادیولوژی، تصاویر میکروسکوپ و طلق ترانسپرنسی در کلاس‌های آموزشی و سالن‌های کنفرانس و آمفی‌تئاتر استفاده می‌گردد.

## برخی از کاربردهای ویژوالایزر
- استفاده درکلاس‌های درس دانشگاه‌ها، مدارس و مراکز آموزشی.
- استفاده در جلسات و سالن‌های کنفرانس سازمانها وشرکت‌ها.
- استفاده در سمینارها و سالن‌های اجتماعات و آمفی‌تئاتر.
- استفاده در آزمایشگاه‌ها جهت نمایش عکسهای X Ray و تصاویر میکروسکوپ.
- امکان اتصال به دستگاه‌های ویدئو کنفرانس جهت به اشتراک گذاشتن تصاویر مود بحث.

## نگارخانه

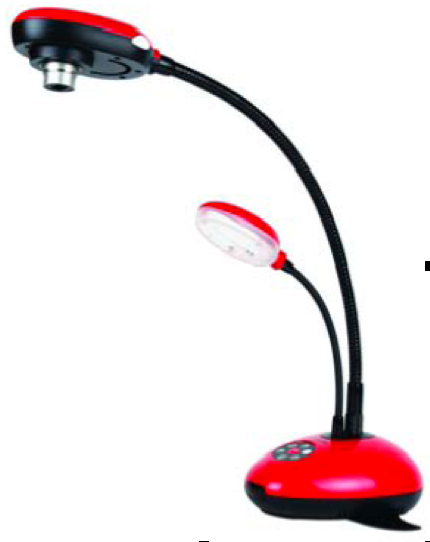
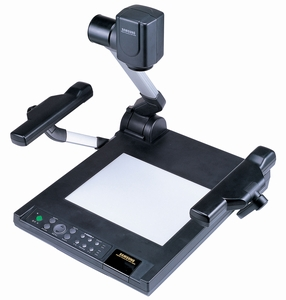
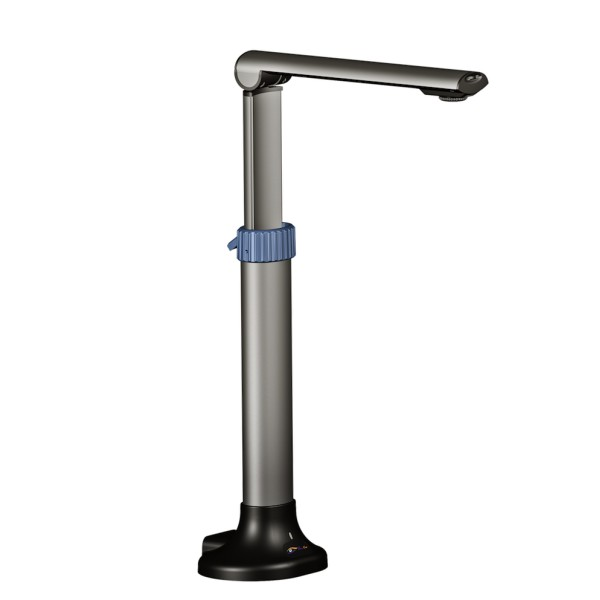